# Heidi Grande Røys
Heidi Grande Røys (født 6. maj 1967 i Kalvåg i Bremanger) er en norsk politiker (Sv). Røys har baggrund som børnehaveleder og lokalpolitiker i hjemfylket. 
Hun blev valgt til Stortinget fra Sogn og Fjordane i 2001. I 2005 blev hun udnævnt til Minister for Fornyelse og Administration i Regeringen Jens Stoltenberg II. Efter Stortingsvalget i 2009 blev hun erstattet af Rigmor Aasrud.